# Зубавіна Ірина Борисівна
Ірина Борисівна Зубавіна (нар. 26 вересня 1957, Київ) — українська кінознавиця. Доктор мистецтвознавства (2012), професор (2015). Академік Національної академії мистецтв України (2017). Авторка понад 350 наукових робіт.

## Життєпис
Народилася 26 вересня 1957 року в Києві.
У 1982 році закінчила факультет технічної кібернетики Московського інституту інженерів залізничного транспорту за спеціальністю «Прикладна математика».
Авторка сценарію документального фільму «Заложники дніпровських морів» (реж. Георгій Давиденко, 1991) про забруднення річки Дніпро. У 1993 році закінчила кафедру кінознавства Київського державного інституту театрального мистецтва імені Івана Карпенка-Карого. Захистила кандидатську дисертацію на тему «Структурно-творча роль міфа в українському кіно» (1997) (під керівництвом Оксани Мусієнко).
З 1997 року — науково-педагогічна працівниця кафедри кінознавства КНУТКіТ імені І. К. Карпенка-Карого, з 2009 року — професор кафедри. Головна наукова співробітниця відділу теорії та історії культури Інституту проблем сучасного мистецтва НАМУ.
У 2012 році здобула науковий ступінь доктора мистецтвознавства, захистивши дисертацію на тему «Художнє моделювання часопростору в кінематографі».
Учений секретар відділення кіномистецтва Національної академії мистецтв України (НАМУ), академік НАМУ (2017). Членкиня Міжнародної федерації кінопреси (FIPRESCI) та Національної спілки кінематографістів України.

## Науковий доробок (частковий)
- Зубавіна І. Трансформація біблійних міфологем в українському кіно // Кіно-Театр. — 1996. — № 6. — С. 23-26.
- Структуротворча роль міфа в українському кіно: дис. канд. мистецтвознавства: 17.00.04 / Зубавіна Ірина Борисівна ; Київський держ. ін-т театрального мистецтва ім. І. К. Карпенка-Карого. — К., 1997. — 168 л.
- Зубавіна І. Скриньку Пандори закрито не повністю // Кіно-Театр. — 1999. — № 2. — С. 51-53.
- Екранна культура: засоби моделювання художньої реальності: монографія. — К., 2006. — 272 с.
- Кінематограф незалежної України: тенденції, фільми, постаті. — К., 2007. — 296 с.
- Час і простір у кінематографі: монографія. — К., 2008. — 448 c.
- Нариси з історії кіномистецтва України / Акад. мистецтв України, Ін-т пробл. сучас. мистецтва; редкол.: В. Сидоренко (голова) та ін.; ред.-упоряд. І. Зубавіна. — Київ: Інтертехнологія, 2006. — 872 с.
- Зубавіна І. Б. Кінематограф незалежної України: тенденції, фільми, постаті / Ірина Зубавіна; Акад. мистец. України, Ін-т пробл. сучасного мистец. — Київ: Фенікс, 2007. — 304 с.
- Екранний часопростір як візуалізація феноменів внутрішнього світу творчого суб'єкту в естетиці кіноавангарду 1920-х років
- Метаморфози статусу «реального» в кінематографі доби цифрових технологій
- Методологічні проблеми інтерпретації екранних текстів у посткласичну добу
- Микола Мащенко: на хвилі пристрасного горіння
- Міф в українському кіно: До проблеми циклічності
- Німецько-українські зв'язки у кіномистецтві 1920—1930 рр.
- Нові екранні технології: специфіка комунікативної дії
- Оксана Мусієнко: до дня народження
- По той бік поезії, або Про деякі риси української національної психології у кіновідображенні
- Ретроспектива Берлінале-55
- Стратегії гри в просторі сучасної екранної культури
- Трансформація біблійних міфологем в українському кіно
- Трансформації екранного хронотопу у добу експансії комп'ютерних технологій на шляху до кіберпростору
- Україна-Німеччина: погляд через кіноекран (німецько-українські кінозв'язки та кіноматеріали 1920-1930-х років)
- Художнє моделювання часопростору у кінематографі як семантико-естетичний пошук
- Чорнобильський заповіт («Чорнобиль-2001 — Заповіт» Роллана Сергієнка)
- Berlinale 2008: Postscript
- Художнє моделювання екранного хронотопу як засіб кінематографічної репрезентації світу / І. Б. Зубавіна // Мистецтвознавство України. — К. : СПД Кравчук В. К., 2010. — Вип.11. — С. 133—140.
- Художнє моделювання часопростору в кінематографі: дис. д-ра мистецтвознав. : 26.00.01 / Зубавіна Ірина Борисівна ; Нац. акад. мистец. України, Ін-т пробл. сучас. мистец. — К., 2011. — 351 арк.
- Самоорганізація культури: постнекласичний проект екранного моделювання / І. Б. Зубавіна // Мистецтвознавчі записки. — 2015. — Вип. 27. — С. 294—303.
- Дискусійний характер збереження кіно-на-плівці в добу експансії цифрових технологій / І. Б. Зубавіна // Актуальні проблеми історії, теорії та практики художньої культури. — 2015. — Вип. 34. — С. 286—294.
- Нарація «зображуване — глядач» у сучасному культурному просторі: монографія / [Чміль Г. П. та ін.] ; [Ін-т культурології Нац. акад. мистецтв України]. — Київ: Ін-т культурології НАМ України, 2019. — 238, [1] с. : іл.
- Онтологія віртуального простору: Екранознавчі зшитки / Ін-т проблем сучас. мистец. НАМ України. Одеса: Видавничий дім «Гельветика», 2021. 376 с.
- Ціннісно-смислові домінанти часу в концепт-образі матері (на матеріалі кінематографа України) / І. Б. Зубавіна // Науковий вісник Київського національного університету театру, кіно і телебачення імені І. К. Карпенка-Карого. — 2022. — Вип. 31. — С. 51-60.
- Зубавіна, І. Актуалізація архетипу діви-воїтельки в кінематографі України початку ХХІ століття. Збірник наукових праць Сучасне мистецтво, (18), 19–26. 2022.